# Eloy Teruel
Eloy Teruel Rovira (* 20. November 1982 in Murcia) ist ein spanischer Bahn- und Straßenradrennfahrer.

## Sportliche Laufbahn
Eloy Teruel gewann 2003 ein Teilstück bei dem Etappenrennen Rutas del Vino. Im Jahr darauf war er auf einer Etappe der Vuelta Ciclista a Cartagena erfolgreich. 2006 wurde Teruel Profi bei dem spanischen Professional Continental Team 3 Molinos Resort. Seit 2007 fährt er für die Mannschaft Grupo Nicolás Mateos, die mittlerweile in Contentpolis-Murcia umbenannt wurde. In der Saison 2007 wurde er auf der Bahn spanischer Meister im Scratch. Beim Bahnrad-Weltcup in Manchester 2008 belegte Teruel den vierten Platz in der Einerverfolgung, und im Punktefahren wurde er Zweiter. In derselben Saison wurde er bei Läufen des Weltcups mit dem spanischen Vierer zweimal Zweiter in der Mannschaftsverfolgung. in der Saison 2010/2011 wurde der spanische Vierer mit Teruel zweimal Dritter.
Bei den UCI-Bahn-Weltmeisterschaften 2013 in Minsk errang Eloy Teruel die Silbermedaille im Punktefahren, bei den Europameisterschaften im selben Jahr Bronze in derselben Disziplin. Im Jahr darauf holte er Bronze bei den Weltmeisterschaften und wiederum Silber bei den Europameisterschaften. 2015 wurde er zum zweiten Mal Vize-Weltmeister im Punktefahren.
Auf der Straße wurde Teruel bis 2018 drei Mal Zeitfahrmeister von Murcia.

## Erfolge

### Bahn
2007
- Spanischer Meister – Scratch

2010
- Weltcup in Cali – Punktefahren

2013
- Weltmeisterschaft – Punktefahren
- Europameisterschaft – Punktefahren

2014
- Weltmeisterschaft – Punktefahren
- Europameisterschaft – Scratch

2015
- Weltmeisterschaft – Punktefahren

2018
- Spanischer Meister – Punktefahren

2024
- Spanischer Meister – Scratch

## Teams
- 2006 3 Molinos Resort
- 2007 Grupo Nicolás Mateos
- 2008 Contentpolis-Murcia
- 2009 Contentpolis-AMPO
- 2012 Mutua Levante-Cafemax
- 2013 Movistar
- 2014 Jamis-Hagens Berman
- 2016 Louletano-Hospital de Loulé
- 2017 Team Sapura Cycling (ab 3. Februar)